# Robert Olive
Robert Olive (Vilamulaca, Rosselló, 16 de juliol del 1950) és un polític català, membre del Partit Socialista francès i diputat a l'Assemblea Nacional Francesa.

## Biografia
Va ser funcionari d'Impostos i Duanes i s'hi jubilà a finals del 2011 amb la categoria de Controlador Principal de Duanes. Anteriorment (1995) era Controlador Divisionari al "service d'assiette des contributions indirectes" a l'oficina principal de Perpinyà, abans de ser traslladat a l'oficina de Perpinyà-Saint-Charles per evitar incompatibilitats amb el seu càrrec d'alcalde.
Guanyà les eleccions a l'alcaldia de Sant Feliu d'Amunt el 1995, i revalidà successivament el càrrec amb posterioritat (el 2014 fou reelegit per al període 2014-2020).
El 1999 fou un dels 15.000 alcaldes francesos que signà la petició contra el "Pacte civil de solidarité", una normativa de reconeixement de parelles que es cregué que era el primer pas per a la regulació legal de les parelles homosexuals, i del fet que aquestes poguessin adoptar infants.
Es presentà a les eleccions legislatives franceses del 2012 com a suplent de la candidata Ségolène Neuville, amb qui s'havia fet quan treballaven plegats a l'"Office HLM 66" i n'ocupà l'escó de diputat en cessar-ne aquesta el 9 de maig del 2014. Neuville havia estat nomenada secretària d'Estat encarregada de les Persones discapacitades i de la Lluita contra l'exclusió, en el Ministeri d'Afers Socials i Sanitat que encapçalava Marisol Touraine en el govern de Manuel Valls.
A l'Assemblea Nacional, forma part de la Comissió pel desenvolupament sostenible i la gestió del territori (2014). En contra del parer del seu partit, votà -endebades- en contra del projecte de llei de delimitació de les regions, que suprimia la Regió Llenguadoc-Rosselló.

## Trajectòria política
- Batlle de Sant Feliu d'Amunt des del 1995.
- Diputat de Catalunya Nord (3a circumscripció) des del 2014
- President de la Communauté de communes de Roussillon Conflent[9]